# جون جاي كافاناف
جون جاي كافاناف (بالإنجليزية: John J. Cavanaugh)‏ هو معلم وقسيس أمريكي، ولد في 23 يناير 1899 في أوسو في الولايات المتحدة، وتوفي في 28 ديسمبر 1979 في نوتر دام دو لاك في الولايات المتحدة.